# 梅田望夫
梅田 望夫 （うめだ もちお、1960年8月30日 - ）は、アメリカ合衆国を拠点に事業を行っている日本人IT企業経営コンサルタントである。

## 人物
父は劇作家の梅田晴夫、妹は脚本家の梅田みか。1960年、東京都生まれ。1990年代後半よりアメリカ・シリコンバレーでIT事業に携わっており、日本のコンピュータ関連企業の起業家に対する支援や、マネジメント・コンサルティングを行っている。2006年には著書『ウェブ進化論』でパピルス賞を受賞した。ミューズ・アソシエイツ（カリフォルニア州ロスアルトス）社長。

## 経歴
慶應義塾幼稚舎、慶應義塾普通部、慶應義塾高等学校を経て、慶應義塾大学工学部電気工学科を卒業。有機化学者の友岡克彦は幼稚舎時代からの親友。東京大学大学院情報理工学系研究科修士課程修了。1994年、コンサルティング会社アーサー・D・リトルの日本法人に入社した後、1997年にミューズ・アソシエイツ（MUSE Associates, LLC）をシリコンバレーで創業した。2000年7月、岡本行夫らとベンチャーキャピタルファンドのパシフィカ・ファンド（Pacifica Fund、カリフォルニア州パロ・アルト）を設立した。2005年3月28日より株式会社はてなの非常勤取締役だった（退任済み）。2010年6月より株式会社リコーの社外取締役に就任していた（退任済み）。2012年、国際社会で顕著な活動を行い世界で『日本』の発信に貢献したとして、内閣府から世界で活躍し『日本』を発信する日本人プロジェクト「世界で活躍し『日本』を発信する日本人」の一人に選ばれた。

## 趣味
梅田は、実際に将棋を指すことはない「指さない将棋ファン」と自認している。2008年6月11日には棋聖戦（佐藤康光棋聖対羽生善治挑戦者）の、2008年10月18、19日にはパリにて行われた竜王戦（渡辺明竜王対羽生善治挑戦者）の、リアルタイム・ネット観戦記を担当した。2009年、第21回将棋ペンクラブ大賞で文芸部門・優秀賞を受賞（「機会の窓を活かした若き竜王」）。2010年、第22回将棋ペンクラブ大賞で文芸部門・大賞を受賞（『シリコンバレーから将棋を観る』）。

## 著書
- 『シリコンバレーは私をどう変えたか 起業の聖地での知的格闘記』（2001年、新潮社）
- 『シリコンバレー精神 -グーグルを生むビジネス風土』筑摩書房 2006年
- 『ウェブ進化論 本当の大変化はこれから始まる』ちくま新書 2006年
- 『ウェブ時代をゆく―いかに働き、いかに学ぶか』ちくま新書 2007年
- 『ウェブ時代 5つの定理 この言葉が未来を切り開く!』（2008年、文藝春秋）のち文庫
- 『シリコンバレーから将棋を観る -羽生善治と現代』中央公論新社 2009年
- 『どうして羽生さんだけが、そんなに強いんですか？―現代将棋と進化の物語』中央公論新社  2010年
- 『羽生善治と現代 - だれにも見えない未来をつくる』中公文庫 2013年
  - 「シリコンバレーから将棋を観る」と「どうして羽生さんだけが、そんなに強いんですか?」の改題、再編集、加筆修正、合本

### 共著
- 『ウェブ人間論』平野啓一郎、新潮新書、2006
- 『フューチャリスト宣言』茂木健一郎、ちくま新書、2007
- 『私塾のすすめ ここから創造が生まれる』齋藤孝 ちくま新書、2008
- 『ウェブで学ぶ ——オープンエデュケーションと知の革命』飯吉透、ちくま新書、2010

### 訳書
- ノーマン・ワイザーほか『<予測>情報技術の進化とその生産性 実現が間近な「情報統合企業」』ダイヤモンド社 1992